# Michaeloplia montana
Michaeloplia montana är en skalbaggsart som beskrevs av Marc Lacroix 1997. Michaeloplia montana ingår i släktet Michaeloplia och familjen Melolonthidae. Inga underarter finns listade i Catalogue of Life.